# Monkey Wrench
«Monkey Wrench» es el primer sencillo del álbum The Colour and the Shape, segundo de Foo Fighters. Logró las siguientes posiciones en diversos conteos:
- #48 en la lista "Las 100 canciones de rock más grandes de todos los tiempos" de la revista Kerrang! (1999)
- #26 en la lista "Los 100 sencillos| más grandes de todos los tiempos" de la revista Kerrang! (2002)
- #65 en la lista "Las 100 canciones más grandes de toda la vida" de la revista Q (2006)

El video musical fue dirigido por Dave Grohl mismo. Al principio del video, en el que Grohl va entrando a un edificio de departamentos y saludando al portero, se escucha una versión muzak por The Moog Cookbook de Big Me.
Una versión de estudio de esta canción se puede tocar en el videojuego Guitar Hero II. En el 2007, un arreglo para banda de marcha realizado por Michael Brown fue puesto a disposición por la coroporación Hal Leonar. Y en el año 2008 la canción debutó en el videojuego Rock Band junto al álbum completo The Colour And The Shape como contenido descargable en la Rock Band Music Store (excepto la canción Everlong ya que esta viene incluida como soundtrack del videojuego Rock Band 2)

## Lista de temas
CD1:
1. "Monkey Wrench"
2. "Up in Arms" (Versión lenta)
3. "The Colour and the Shape"

CD2:
1. "Monkey Wrench"
2. "Down in the Park"
3. "See You" (Versión acústica)

En este tema, con su "don't wanna be your monkey wrench" expresa que no quiere ser el que tenga que arreglar a su mujer! dice que por fin está libre.

## Posición en las listas
| Año  | Lista                             | Posición |
| ---- | --------------------------------- | -------- |
| 1997 | Official UK Singles Chart         | N.º 12   |
| 1997 | Official Australian Singles Chart | N.º 17   |
| 1997 | Mainstream Rock Tracks (EUA)      | N.º 9    |
| 1997 | Modern rock tracks (EUA)          | N.º 9    |
| 1997 | Eurochart Hot 100 Singles         | N.º 51   |

- Datos: Q2306319